# 坚良县
坚良县（越南语：／）是越南坚江省下辖的一个县。

## 地理
坚良县东接魂坦縣，西接河仙市，北接江城县，南临泰国湾。

## 历史
2009年6月29日，富美社部分区域划归河仙市社东湖坊管辖；以富美社、富利社、新庆和社、永调社、永富社5社析置江城县，坚良县仍辖阳和社、和田社、坚平社、平安社、平治社、山海社、块艺社、坚良市镇1市镇7社。

## 行政区划
坚良县下辖1市镇7社，县莅坚良市镇。
- 坚良市镇（Thị trấn Kiên Lương）
- 平安社（Xã Bình An）
- 平治社（Xã Bình Trị）
- 阳和社（Xã Dương Hòa）
- 和田社（Xã Hòa Điền）
- 块艺社（Xã Hòn Nghệ）
- 坚平社（Xã Kiên Bình）
- 山海社（Xã Sơn Hải）